# Stintino
Stintino (sardisk: Isthintìni, Istintìnu) er en by og en kommune (comune) i provinsen Sassari i regionen Sardinien i Italien. Byen ligger i 9 meters højde og har 1.623 indbyggere (2016). Kommunen har et areal på 59,04 km² og grænser til kommunerne Sassari.